# とも座クシー星
とも座ξ星は、とも座の恒星で3等星。

## 特徴
この星には2つの伴星があり、1つめは、2天文単位 (au) 離れており公転周期は1年である。離角5秒の13等のもう1つの伴星は太陽に似ており、少なくとも2000au、公転周期26000年以上である。主星の位置から遠い方の伴星を見ると半月を過ぎた頃の月の明るさに見えると推測される。遠い方の伴星の位置から主星を見ると、満月の1000倍の明るさに見え、主星に近い方の伴星は離角3分の位置に見えると推測される。

## 名称
アスミディスケ (Azmidiske, Asmidiske) という名称で呼ばれることがあった。これは、りゅうこつ座ι星（アスピディスケ、Aspidske）と同じくギリシア語で「小さな盾」を意味する Ἀσπιδίσκε を語源とし、それが誤記されたものとされている。2018年6月1日に国際天文学連合の恒星の命名に関するワーキンググループ (Working Group on Star Names, WGSN) は、Azmidi をとも座ξ星Aaの固有名として正式に承認した。